# フィリピン軍
フィリピン軍（フィリピンぐん、英語: Armed Forces of the Philippines, AFP）は、フィリピンの軍隊。

## 歴史

### 創成期

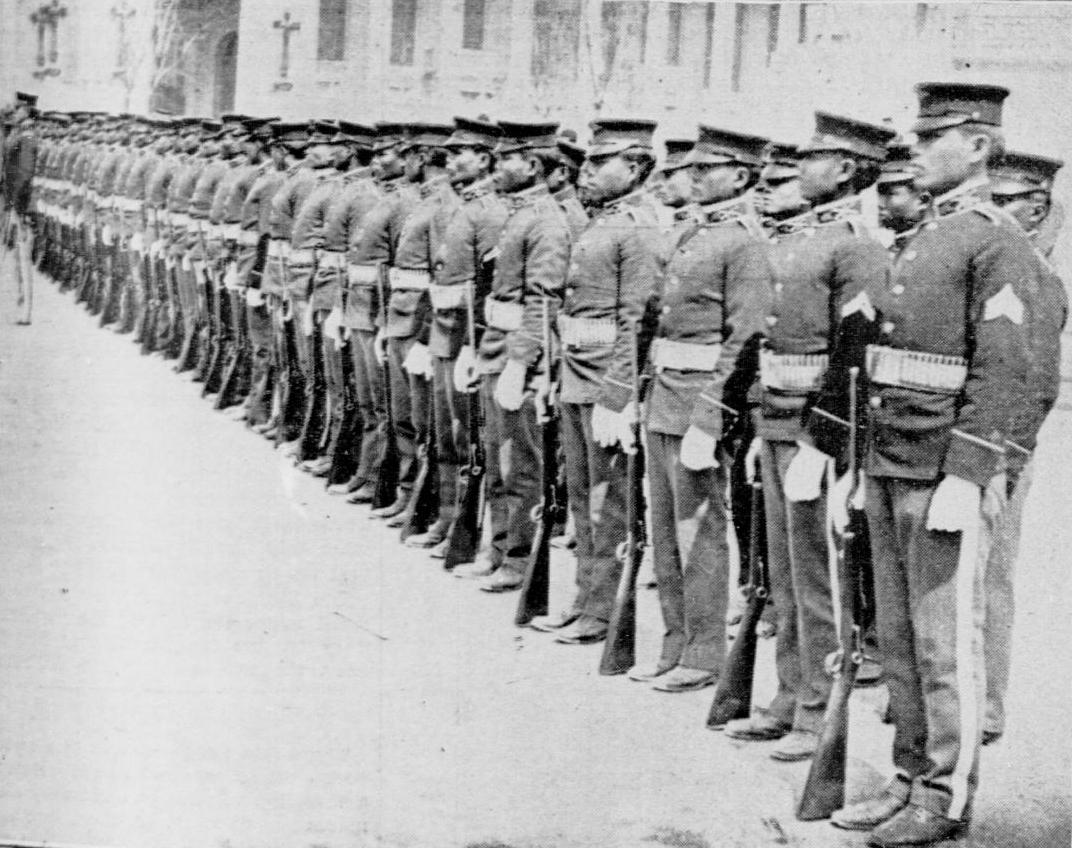
フィリピン・スカウト（1905年）

フィリピンは、当初はスペインからの独立を目指したフィリピン独立革命を、のちにはアメリカ合衆国による植民地支配に抵抗して米比戦争を戦った。この結果として、アメリカ植民地時代のフィリピンは、独自の軍隊を持たなかった。1901年には、対反乱作戦を遂行するためにフィリピン警察軍 (PC）が創設されたものの、これは治安部隊に留まっており、フィリピンの防衛については、アメリカ軍の駐留部隊が全責任を負っていた。駐留アメリカ軍の主力は1913年に設置されたアメリカ陸軍フィリピン部で、約1万人の兵力を有し、うち半数はフィリピン・スカウト (PS) と呼ばれる現地人志願兵から成っていた。
1934年、アメリカ合衆国議会はフィリピン独立法を可決し、1935年にはフィリピンの独立方針が認可され、これを受けてフィリピン独自の戦力の整備が決定された。フィリピン・コモンウェルス（独立準備政府）の初代大統領となったマニュエル・ケソンの要請で、アメリカ陸軍のダグラス・マッカーサー少将やドワイト・D・アイゼンハワー少将らが軍事顧問として派遣された。
マッカーサーらは、独立予定の1946年までに、常備軍1万人（従来の警察隊員6千人を含む）と予備役40万人のフィリピン陸軍（PA）を整備する計画を立案した。フィリピン全土を10個管区に分けて、有事の際には各管区で7500人規模の予備役師団を編成、常備師団1個と合わせて11個師団となる計算だった。この計画には魚雷艇36隻を有する沿岸警備部隊と、高速爆撃機100機を有するフィリピン陸軍航空軍も含まれていた。マッカーサーは、計画達成の暁には、あらゆる侵略に対抗できる自衛戦力が備わると評価していた。しかし、財政的問題や士官の不足などから、その整備は遅々として進まず、最終的に、フィリピン軍は、体制未整のままで太平洋戦争に突入することを余儀なくされた。

### 大戦前夜

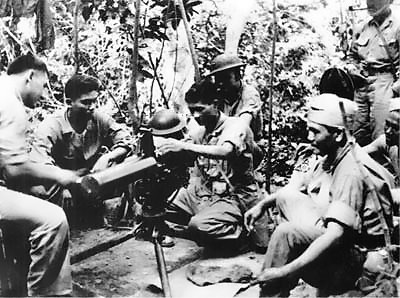
フィリピン兵にブローニングM1917重機関銃の操作を教えるアメリカ兵

日米関係の悪化を受け、1941年9月1日よりフィリピン陸軍の動員が開始された。12月15日編成完了を目途に、10個管区でそれぞれ1個師団の動員が進められたものの、開戦時点で、各師団の動員状態は2/3が進行した程度であり、動員済みの部隊も装備や訓練は不完全だった。
各師団は3個歩兵連隊と2個砲兵大隊、対戦車砲大隊などから構成されるはずだったが、訓練まで終えたのは各1個歩兵連隊程度に過ぎなかった。例えば、11月18日に誕生した第31師団の場合、隷下の第31歩兵連隊は9月1日に動員済みだったものの、2番目の第32歩兵連隊（11月1日動員）は師団戦列に合流したのが12月6日、3番目の第33歩兵連隊に至っては11月25日にようやく動員着手という具合であった。最初の砲兵大隊である第31砲兵大隊の動員着手は開戦後の12月12日で、2個の砲兵大隊が揃ったのはバターン半島での籠城戦の最中だった。対戦車砲大隊は編成されないままに終わった。
兵器や弾薬の不足も著しかった。これもフィリピン陸軍第31師団の例で見ると、分隊支援火器のはずのブローニングM1918自動小銃は1個中隊に1丁、師団砲兵用の75mm野砲は照準器が無い8門だけが配備された。小銃と重機関銃はそれなりに数が揃っていたが、旧式のブローニングM1917重機関銃（各機関銃中隊に8丁）とスプリングフィールドM1903小銃だった。弾薬不足は訓練にも影響し、9月に動員された第31歩兵連隊が最初の実弾射撃訓練をしたのは11月24日という有様だったが、実弾射撃経験無しで実戦投入された他の多くのフィリピン陸軍部隊よりは恵まれていたという。
また、フィリピン陸軍の沿岸警備部隊はイギリス製の魚雷艇36隻の配備を計画していたが、第二次世界大戦の勃発でイギリスからの輸入は2隻のみしか実現しなかった。代わって現地生産が試みられたが、1隻完成しただけだった。
このほか、フィリピン陸軍兵士に軍事教育を施すときには、言葉の壁も問題となった。教官となったアメリカ人兵士は英語しか解さず、フィリピン・スカウト出身者などの幹部はタガログ語を使い、同じフィリピン人でも一般兵士は出身地域ごとの言語を話した。それでも、次第に信頼関係は出来ていったという。

### 太平洋戦争

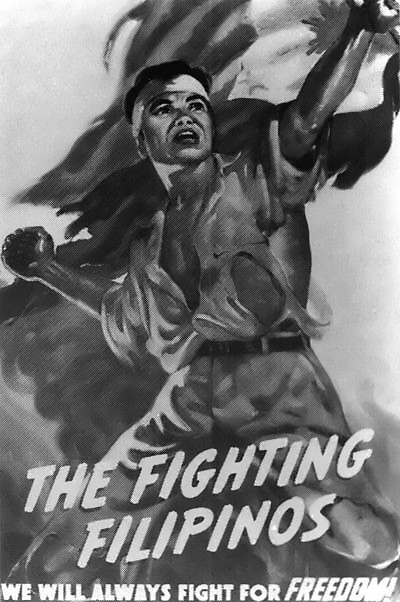
ユサッフェ・ゲリラを称えるアメリカのプロパガンダポスター

1941年12月8日、クラーク空軍基地への航空攻撃を端緒として日本軍による攻撃が開始され、フィリピンの戦いが勃発した。本間雅晴中将指揮下の第14方面軍主力は22日より上陸を開始、フィリピン陸軍は、アメリカ極東陸軍とともに、これを迎撃した。しかしフィリピン陸軍は装備・訓練ともに不足しており、日本軍の迅速な作戦展開もあって、1942年1月2日には首都マニラが陥落した。ただしこの際、米比軍はバターン半島への撤退に成功し、以後、4月9日までバターン半島での抵抗を継続した。バターン半島の部隊が降伏したのちもコレヒドール島・ミンダナオ島・ビサヤ諸島で戦闘が継続されたが、5月6日、コレヒドール要塞の陥落に伴って、全部隊に対して降伏が命令された。
しかし降伏命令が発せられた後も、元アメリカ極東陸軍の兵士の中には、ユサッフェ・ゲリラを名乗って日本軍に対するゲリラ戦を継続する者があった。旧フィリピン・スカウトやフィリピン陸軍の装備や指揮系統、そして兵士たちの訓練と戦闘経験が活用された。このユサッフェとは、アメリカ極東陸軍の頭字語USAFFEに由来するものである。
ユサッフェは、米比軍の正式区分だった全10管区を引き継ぐ形で軍管区司令部を設置し、総兵力約22,000名によるゲリラ戦を展開した。アメリカ軍もユサッフェ・ゲリラの活用を考え、潜水艦などで武器や通信機といった補給物資、連絡員を送り込み支援した。レイテ・比島作戦が進行するにつれアメリカ軍が武器を供給したこともあり、その数は一気に27万にまで膨れ上がり、諸戦において有力な戦力となった。連合国軍のフィリピン反攻作戦の際には、アメリカ軍の正規部隊と連絡を取って共同作戦を展開し、掃討戦などで成果を上げた。日本軍が数々の努力をしていたにもかかわらずほぼ無力で撤退していくことになったのは、このユサッフェらの影響も大きい。
マッカーサーは「フィリピン兵が一万人いれば私は世界を征服するだろう」と発言してユサッフェをたたえた

### 大戦後

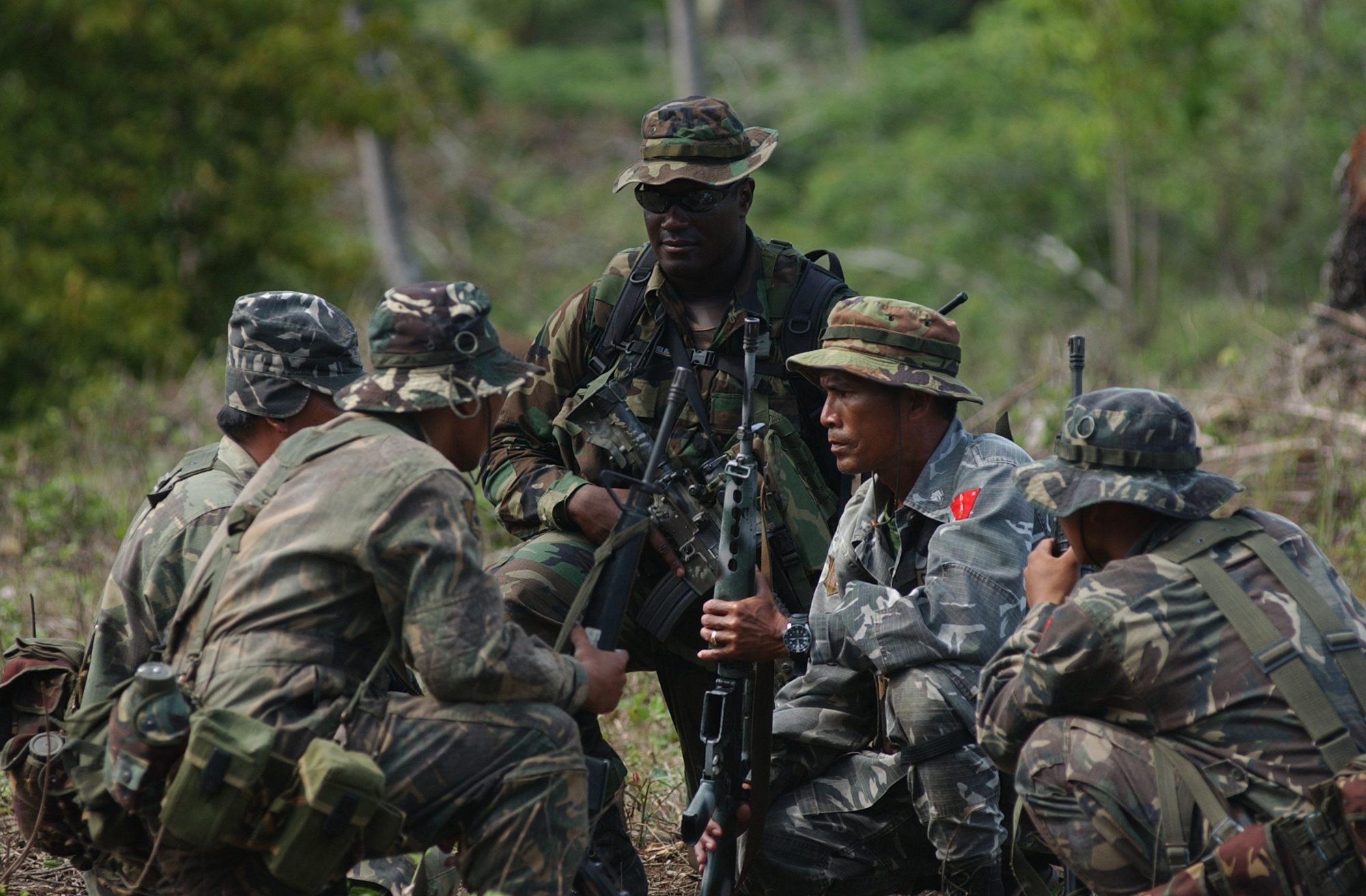
アメリカ陸軍特殊部隊群と共同演習を行なうフィリピン陸軍第1師団の兵士。

1946年7月、フィリピン第三共和国が成立し、正式に独立が達成された。しかしアメリカへの依存関係を脱却するには至らず、軍事的にも、1947年に締結された比米軍事基地協定によって冷戦構造の中で合衆国の反共主義の前線基地として位置づけられ、実質的な独立を達成できなかった。
大戦中、フィリピン軍・アメリカ極東陸軍を母体とするユサッフェ・ゲリラとともに、農民運動を母体とした抗日武装組織としてフクバラハップが結成されていた。大戦中は両者の関係は良好であり、しばしば協同して作戦行動を行なった。しかし戦後共和国政府は徹底してフクバラハップを敵対視し、1948年3月にはロハス政権によってフクバラハップと全国農民同盟は非合法化され、ルソン島では政府軍と地主の私兵とフクバラハップとの間で戦闘が繰り広げられた。フクバラハップは、一時は首都攻略まで噂されるほど勢力をのばしていたものの、アメリカからの軍事援助を受けたフィリピン軍が勢力を盛り返し、ラモン・マグサイサイ国防相による討伐作戦によって1950年10月には共産ゲリラの司令塔だったフィリピン共産党 (PKP)が壊滅し、翌1951年にはフクバラハップそのものも実質的に壊滅に追い込まれた。
しかしフクバラハップ支持の源泉であった農村問題に対する農地改革は不徹底に終り、1965年以降のフェルディナンド・マルコス大統領による独裁体制に対する反発もあり、1960年代末にはフィリピン共産党 (CPP) の武装部門である新人民軍（NPA）および民族民主戦線（NDF）、1970年にはモロ民族解放戦線（MNLF）が武装闘争を開始、フィリピン軍は再び対反乱作戦を余儀なくされることとなった。
この一方で、フィリピン軍は、国連軍の一員として朝鮮戦争に参戦した。韓国派遣フィリピン軍（PEFTOK）は、第2,10,14,19,20の計5個大隊戦闘団より編成され、兵力7,500名、国連軍で4番目に大きな勢力であった。
また、フィリピン軍は国際連合平和維持活動など、海外での戦争以外の軍事作戦にも積極的に参加している。主な参加活動は下記のとおりである。
- 国際連合コンゴ活動（1963年）
- 国際連合カンボジア暫定統治機構（1992〜1993年）
- 東ティモール国際軍→国際連合東ティモール暫定行政機構（1999年）
- 国際連合東ティモール支援団（2004〜2005年）
- 国際連合リベリア・ミッション（2003年〜）
- 国際連合ブルンジ活動（2004〜2006年）
- 国際連合ハイチ安定化ミッション（2004年〜）
- 国際連合コートジボワール活動（2004年〜）
- 国際連合インド・パキスタン軍事監視団（2009年〜）
- 国際連合兵力引き離し監視軍（2009年〜）

### 国防改革プログラム

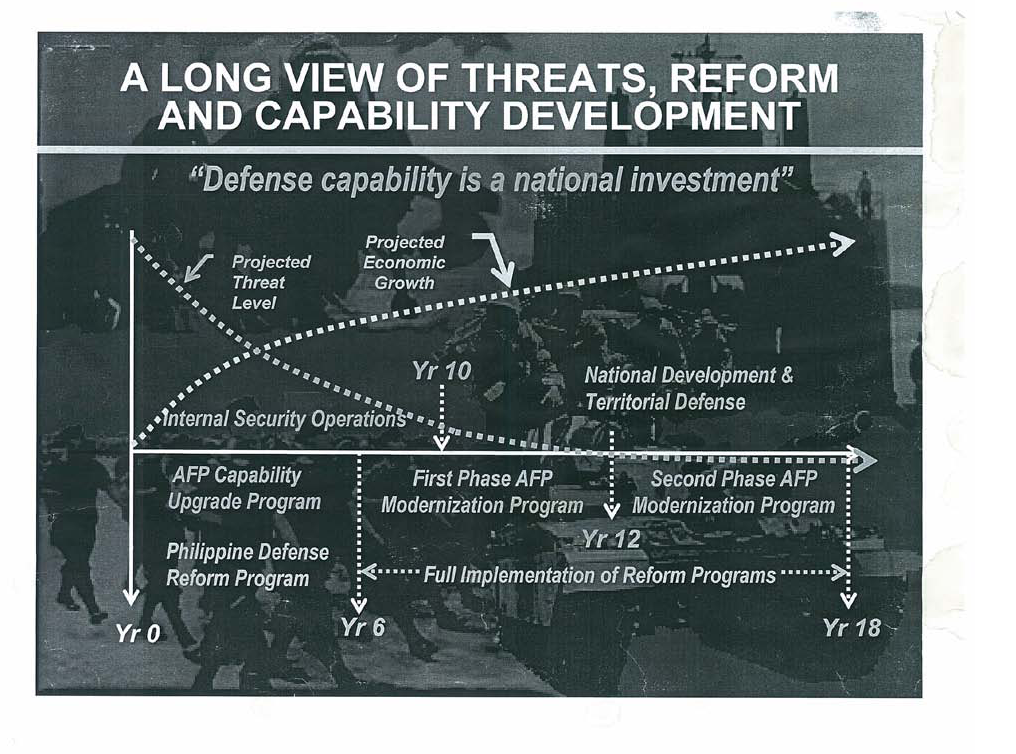
国防改革プログラムのロードマップ。

フィリピン軍の装備更新は遅れがちであり、アジア最弱の軍隊と指摘されることもあった。1999年10月、フィリピン国防省とアメリカ国防総省は、共同防衛評価（JDA）計画を開始した。2003年に発表された報告書（2003 JDA）は、フィリピン軍には、もっとも重要な任務であっても、部分的に遂行できる程度の能力しか備わっていないという、驚くべき指摘を行なった。
2003 JDAは、具体的に、下記の各領域での問題点を指摘した。
- 政策立案への体系的なアプローチ
- 人事管理とリーダーシップ
- 防衛費と予算
- 装備の取得
- 補給・整備
- 既存装備の品質保証
- 施設支援

2003年10月、ジョージ・W・ブッシュアメリカ合衆国大統領がフィリピンを訪問した際、グロリア・アロヨ大統領とともに、JDAにより指摘された問題点を解決するための施策の推進を発表した。これを受けて2004年、フィリピン軍は、フィリピン国防改革プログラム（Philippine Defense Reform, PDR）を発動した。これは、国防部門の短期的・長期的改革を目的としたもので、下記の10要件を備えている。
1. 複数年度防衛計画システム（MYDPS）
2. 情報・作戦・教育訓練の能力向上
3. 兵站の能力向上
4. 専門能力開発プログラムの改良
5. 人事管理システムの改良
6. 複数年度能力向上プログラム（CUP）
7. 防衛予算の最適化とマネジメントの改善
8. 専門要員による、国防装備の取得に関する中央管理システム
9. 戦略レベルでの通信能力の開発・獲得
10. 情報管理の開発プログラム

PDRは、フェーズ1: 下地作り（2004〜5年）、フェーズ2: 防衛体制の確立（2005〜7年）、フェーズ3: 改革の遂行と制度化（2007〜10年）の3つのフェーズに分けて進められる計画であった。計画の進捗はおおむね順調であるが、主に予算不足により、その影響は、期待よりも限られたものとなる恐れが指摘されている。
PDRによる機材更新の一環として、作戦機としてFA-50戦闘爆撃機やC-295戦術輸送機、またドック型輸送揚陸艦としてターラック級輸送艦などが配備された。今後はさらなる国防個人装備の近代化と輸送艦の輸入及び新造などを進め、洋上哨戒と偵察能力を重視した領海監視海軍機を導入する。現状で自立した国防体制と軍事同盟による集団的安全保障体制を両輪とし、共同演習も含むASEAN諸国海軍との交流強化と南シナ海でのフィリピン領島嶼部への国防体制を最優先とし、新たに輸送部隊やフィリピン海兵隊用基地新設も含め検討しており、島嶼国家フィリピン共和国の国防体制を、国防改革プログラムに沿って進め2020年代までに強靭な体制を確保し、さらに首都マニラ付近海域での沿岸警備隊も増設し、発展させるとしている。

## 編制
フィリピン軍は、平時より統合運用を行なっている。すなわち、全ての実戦部隊は、7つの地域別統合コマンドのいずれかに編入されており、各軍種はフォース・プロバイダーの役割に徹している。これは、アメリカ軍の統合軍方式に近い体制である。
- 北ルソン方面コマンド (NOLCOM) - タルラック州タルラック市に所在しており、ルソン島北部を管轄している。
  - 第5歩兵師団（陸軍）
  - 第7歩兵師団（陸軍）
  - 第1戦術航空団（空軍）
  - 北ルソン方面海軍管区[12]（海軍）
- 南ルソン方面コマンド (SOLCOM) - ケソン州ルセナ市に所在しており、ルソン島南部を管轄している。
  - 第2歩兵師団（陸軍）
  - 第9歩兵師団（陸軍）
  - 南ルソン方面海軍管区（海軍）
- 首都圏方面コマンド (NCRCOM) - ケソン市に所在しており、マニラ首都圏を管轄している。
- 中央方面コマンド(CENTCOM) - セブ州セブ市に所在しており、ビサヤ諸島を管轄している。
  - 第3歩兵師団（陸軍）
  - 第8歩兵師団（陸軍）
  - 第2戦術航空団（空軍）
  - 中央方面海軍管区（海軍）
- 西部方面コマンド(WESCOM) - パラワン州プエルト・プリンセサに所在しており、パラワン州に加えて、南沙諸島の一部（カラヤーン群島）を管轄している。
  - 西部方面海軍管区（海軍）
- 東ミンダナオ方面コマンド (EASTMINCOM) - 南ダバオ州ダバオ市に所在しており、ミンダナオ島東部を管轄している。
  - 第4歩兵師団（陸軍）
  - 第6歩兵師団（陸軍）
  - 第10歩兵師団（陸軍）
  - 東ミンダナオ方面海軍管区（海軍）
  - 第3戦術航空団（空軍）
- 西ミンダナオ方面コマンド (WESTMINCOM) - サンボアンガ独立市に所在しており、ミンダナオ島西部を管轄している。
  - 第1歩兵師団（陸軍）
  - 第2レンジャー斥候大隊（陸軍）
  - 第1軽即応大隊（陸軍）
  - 西ミンダナオ方面海軍管区（海軍）
  - 第3戦術回転翼航空団（空軍）

## 陸軍

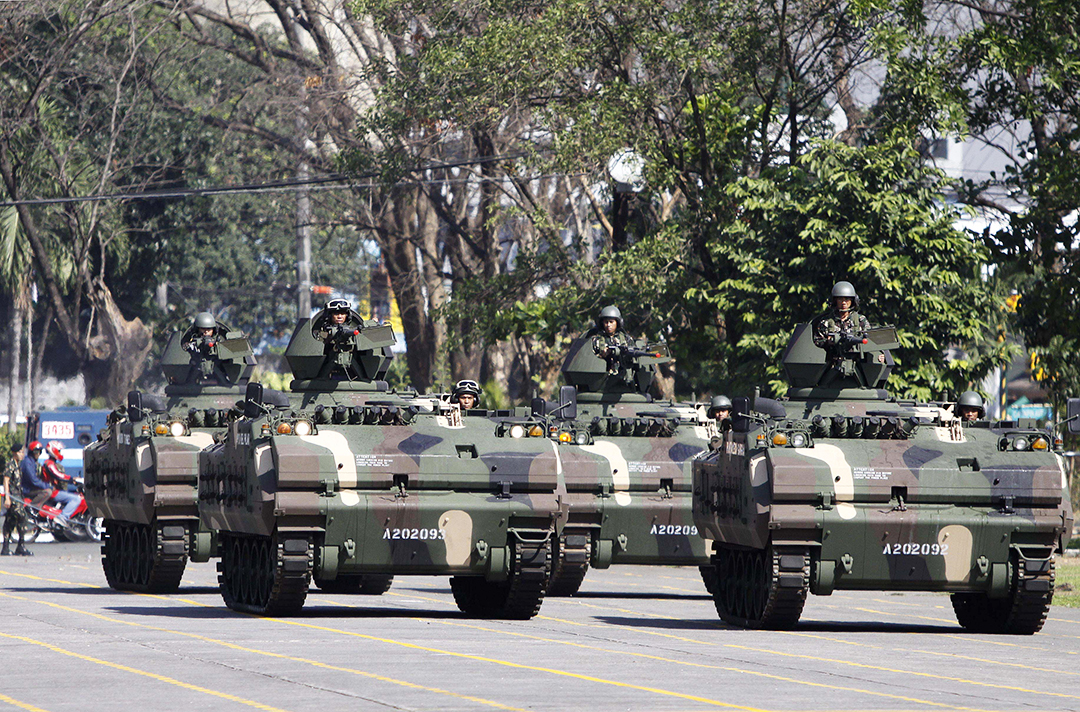
フィリピン陸軍のAIFV

フィリピン陸軍は、2021年現在、101,250名の現役兵及び100,000名の予備役を有している。陸軍司令部はマニラ首都圏タギッグのボニファシオ基地に所在しており、陸軍軍人の最高位は陸軍総司令官で、中将が補職される。

### 編制
戦略単位として師団、作戦単位として旅団、戦術単位として大隊が採用されている。師団長は少将、旅団長は准将/大佐が補職される。師団の上部組織は各統合軍であるため、これより大規模な陸軍部隊は編成されていない。
なお一部の部隊は、予備役であるCAFGUによって充当されている。これは日本の即応予備自衛官に相当するものである。
特殊部隊としてスカウトレンジャー連隊、特殊部隊連隊、即応連隊(対テロ作戦部隊)が存在する。
- 第1歩兵師団
- 第101〜104の4個歩兵旅団に編成
  - 第5歩兵大隊（CAFGU）
  - 第10歩兵大隊
  - 第18歩兵大隊（CAFGU）
  - 第32歩兵大隊
  - 第33歩兵大隊
  - 第35歩兵大隊
  - 第44歩兵大隊
  - 第51歩兵大隊
  - 第53歩兵大隊
  - 第55歩兵大隊
- 第2歩兵師団
- 第201,202,204の3個歩兵旅団に編成
  - 第1歩兵大隊
  - 第4歩兵大隊
  - 第16歩兵大隊
  - 第59歩兵大隊
  - 第68歩兵大隊
  - 第74歩兵大隊
  - 第76歩兵大隊
  - 第80歩兵大隊

- 第3歩兵師団
- 第301,302など3個歩兵旅団に編成
- 第4歩兵師団
- 第401〜403の3個歩兵旅団に編成
  - 第8歩兵大隊
  - 第23歩兵大隊
  - 第29歩兵大隊
  - 第30歩兵大隊
  - 第36歩兵大隊
  - 第50歩兵大隊
  - 第58歩兵大隊
  - 第69歩兵大隊
  - エヴァンジェリスタ基地病院（CESH）
  - 第10野戦砲兵大隊（10FAB）
  - 第4師団訓練隊（4DTU）
  - 第4陸軍訓練群（4ATG）
- 第5歩兵師団
- 7個大隊を3個歩兵旅団に編成
- 第6歩兵師団
- 13個大隊を4個歩兵旅団に編成

- 第7歩兵師団
- 第702,703の2個歩兵旅団に編成
  - 第3歩兵大隊
  - 第24歩兵大隊
  - 第48歩兵大隊
  - 第56歩兵大隊
  - 第70歩兵大隊
  - 第71歩兵大隊
  - 第3機械化歩兵大隊
  - 第71〜73師団偵察中隊

### 装備
フィリピン陸軍は基本的に対反乱作戦を重視した装備体系を採用している。
小火器
自動小銃としては、スプリングフィールドM14バトルライフルおよびM16アサルトライフル、コルト・コマンドー・カービンが主であるが、ステアーAUGやH&K G36も一部部隊で使用されている。汎用機関銃としてはM60機関銃、分隊支援火器としてはミニミ軽機関銃（K3を含む）、CIS ウルティマックス100軽機関銃やIMI ネゲヴ等が使用される。
軽兵器
迫撃砲としてM29 81mm 迫撃砲およびM2 60mm 迫撃砲、無反動砲としてM20 75mm無反動砲、M40 106mm無反動砲およびM67 90mm無反動砲を運用している。
火砲
重砲としてはソルタムM71 155mm榴弾砲 7門とM114 155mm榴弾砲 8門を保有する。軽砲としてはM101 105mm榴弾砲 150門、M102 105mm榴弾砲 24門、山砲としてオート・メラーラMod56 105mm榴弾砲 120門を保有する。また重迫撃砲として、M30 107mm迫撃砲 70門を保有する。
車両
本格的な主力戦車は保有せず、機甲戦力の主力は41両のFV101 スコーピオン 軽戦車である。その他の装甲戦闘車両としては、V-150 コマンドウ 装輪装甲車 155両、GKN社製シンバ装輪装甲車 150両、M113装甲兵員輸送車 143両などがある。
また、非装甲戦闘車両としては、アメリカ製のハンヴィーやM151のほか、韓国・起亜自動車製のKM250大型トラック、KM450小型トラック、また日本製の三菱ふそう・ファイターや三菱・トライトンも用いられている。
また、フィリピン陸軍には、小規模な陸軍航空隊が存在する。ただしヘリコプターの運用は大半が空軍が所管しているため、保有機材は、基本的に小型の連絡機と少数のヘリコプターに限定されている。

## 海軍
フィリピン海軍は、2022年現在、24,500人の現役兵士（8,300人の海兵隊員を含む）及び1,500人の予備役、艦艇96隻及び有人航空機25機、無人航空機8機を有する。

### 編制
フィリピン海軍の部隊は、部隊管理上、フィリピン艦隊司令部（Philippine fleet）とフィリピン海兵隊司令部（Philippine Marine Corps）のいずれかのタイプ・コマンドに属している。また作戦指揮上は、下記のように7個部隊が海軍作戦コマンドに、5個部隊が海軍支援コマンド、他に7個の海軍支援部隊が編成されている。特殊部隊としては、海軍が海軍特殊作戦グループ、海兵隊が威力偵察大隊を有する。
- 海軍作戦コマンド
  - 北ルソン方面海軍管区（NAVFORNOL）：北ルソン方面コマンド（NOLCOM）の作戦指揮を受ける。
  - 南ルソン方面海軍管区（NAVFORSOL）：南ルソン方面コマンド（SOLCOM）の作戦指揮を受ける。
  - 西部方面海軍管区（NAVFORWEST）：西部方面コマンド（WESCOM）の作戦指揮を受ける。
  - 中央方面海軍管区（NAVFORCEN）：中央方面コマンド（CENTCOM）の作戦指揮を受ける。
  - 東ミンダナオ方面海軍管区（NAVFOREASTMIN）：東ミンダナオ方面コマンド（EASTMINCOM）の作戦指揮を受ける。
  - 西ミンダナオ方面海軍管区（NAVFORWESMIN）：西ミンダナオ方面コマンド（WESTMINCOM）の作戦指揮を受ける。
  - 艦隊海兵待機部隊
- 海軍支援コマンド
  - 海軍海洋システム隊（NSSC）：造船所の管理や技術開発、艦艇の造修整備を担当する。
  - 海軍教育・訓練隊（NETC）
  - 海軍予備役隊（NAVRESCOM）
  - 海軍施設旅団（NCBde）
  - カヴィテ海軍基地
- 海軍支援部隊
  - 海軍情報保安部隊
  - フィリピン海軍財務センター
  - 海軍兵站センター
  - マニラ海軍病院
  - カヴィテ海軍病院
  - ボニファシオ海軍基地
  - 海軍司令部および司令部付隊

### 装備
フィリピン海軍は、現在、保有機材の老朽化に直面しており、また潜水艦を所有していないなど、攻防面に於いて致命的な弱点がある。
水上戦闘艦
旧アメリカ海軍艦として「ラジャ・フマボン」(フィリピン海軍に編入される以前、海上自衛隊であさひ型護衛艦として就役していた)、リサール級 2隻、ミゲル・マルバー級 6隻、および旧イギリス海軍艦としてジャシント級コルベットが主力となっていた。しかし旧アメリカ海軍艦はいずれも大戦中の建造であるため老朽化・旧式化が顕著であり、旧イギリス海軍艦は哨戒艦として建造されたために軽武装に留まっていた。
このことから、2011年よりデル・ピラール級哨戒艦の取得を開始した。これはアメリカ沿岸警備隊の長距離用カッター（WHEC）であるハミルトン級カッターを再就役したものであり、売却にあたって対空捜索レーダーやCIWSは撤去されているが、 Mk.75 76mm単装速射砲（オート・メラーラ 76mmコンパット砲）およびMk.92 mod.1砲射撃指揮システム（GFCS）については維持された。2016年までに3隻が就役している。
2019年、コンラード・ヤップ級哨戒艦が1隻就役した。これは2014年末に韓国海軍を退役した浦項級コルベットを再就役したものである。これにより、フィリピン軍は初めて対潜戦および艦対艦ミサイルの運用能力を獲得した。
2020年には、ホセ・リサール級フリゲートが就役。 韓国海軍の仁川級フリゲートをベースとしており、現代重工業によって建造された。
2025年7月、日本のあぶくま型護衛艦を中古輸入することで日比両政府が一致した認識を持っていることが報じられた。
高速戦闘艇・哨戒艇
1993年に韓国から購入したチェビ型哨戒艇をコンラッド・ヤップ級として再就役させたが、段階的に退役しつつある。代わって、アメリカ海軍のサイクロン級哨戒艇のネームシップを「マリアーノ・アルバレス」として導入したほか、韓国海軍のチャムスリ型哨戒艇の準同型艇をトマス・バティロ級として8隻配備。2021年にはイスラエルにシャルダグMk.V高速戦闘艇8隻を発注した。
揚陸艦・輸送艦
従来、大戦型のLST-542級戦車揚陸艦（LST-1級最後期型） 7隻を主力としてきたが、1993年から94年にかけて、アメリカ陸軍のフランク・S・ベッソン・ジュニア大将級兵站支援艦をもとにしたバコロド・シティ級兵站支援艦 2隻を就役させた。
2010年には、韓国製のターラック級輸送艦2隻の取得計画が発表された。これは、韓国がインドネシアに輸出したマカッサル級揚陸艦の派生型であり、汎用揚陸艇 2隻を収容できる。1番艦「ターラック」は2016年6月1日に、2番艦「ダバオ・デル・スル」は2017年3月31日に就役した。
また輸送艦として、日本製のRO-RO船の取得が計画されていた。これは、代議院の国家防衛・安全保障小委員会により、もっとも優先度の高い計画の一つとして、2012年から2016年までに2隻を取得する予定とされていた。その後、国産揚陸艦「タグバヌア」を2011年に就役させたほか、他国海軍から中古の揚陸艇を導入しており、オーストラリア海軍のバリクパパン級揚陸艇6隻を入手し、2021年には韓国海軍から「ママンワ」を導入した。
航空機
フィリピン海軍は、25機の有人航空機と8機の無人航空機から構成される小規模な海軍航空隊を保有している。海軍航空隊は、部隊管理上はフィリピン艦隊の隷下に属し、フォース・プロバイダー（練度管理責任者）として機能する。
保有機材は連絡機としてブリテン・ノーマン アイランダー 8機およびT-41 2機、救難機としてMBB Bo 105 2機、練習機としてロビンソン R22であり、フィリピン海軍には艦載機を運用可能な艦艇がないため、いずれも陸上機として運用されている。
対潜哨戒機として、海軍に哨戒ヘリコプターを計2機導入することが決定しており、これまで事実上の無防備状態であった潜水艦の脅威への備えが大幅に強化される。
2016年5月には、日本から最大5機のTC-90をフィリピン海軍へ有償貸与する事が両国間で合意した。南シナ海での監視能力強化を図りたいフィリピンはP-3C対潜哨戒機を希望していたが、高度な運用能力を要し維持費も高いP-3Cに代わり、より扱い易く維持費が安いTC-90の移転が前年から検討されていた。専用の哨戒装備を持たないTC-90であっても、フィリピン海軍現有のブリテン・ノーマン アイランダーに比べて大幅な能力向上が見込める。防衛省においては、人道支援・災害救援での能力向上を挙げている。2017年3月27日、首都マニラ近郊カビテ州の海軍基地で、2機の引き渡し式典が開かれた。
なお、これは自衛隊装備の他国供与第一号となる。当初は無償や格安での譲渡が検討されたが、従来の日本の財政法は国有財産の無償供与や実勢価格より安く売却することを禁じており、C90の中古市場価格である3000万円での売却を求めた日本と、無償供与を求めるフィリピン側と折り合わなかったため、貸与という形となった。しかしその後自衛隊法が改正され中古装備品の無償供与が可能になったことを受け、2017年11月13日、有償貸付から無償譲渡に変更された。追加分3機は2018年3月に譲渡された。
無人航空機として、スキャンイーグル2を8機有する。これは米国政府のインド太平洋海洋安全保障構想の一環として2020年11月に引き渡された。

## 空軍

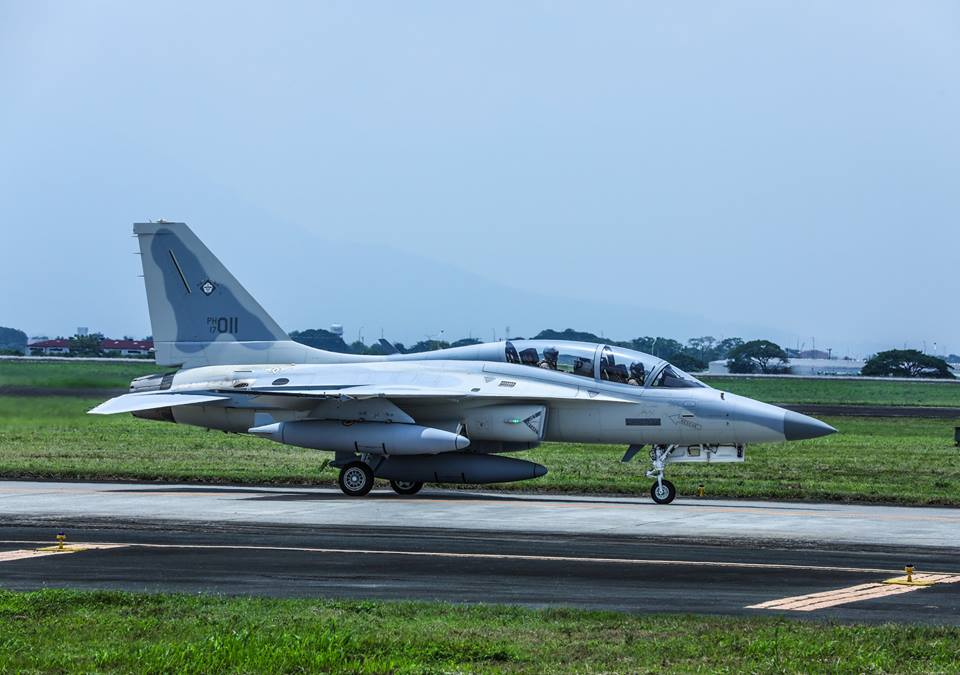
空軍のFA-50

フィリピン空軍は、2021年現在、17,600名の現役兵及び16,000人の予備役、作戦機214機を有する。
2011年現在、対ゲリラ作戦に主眼を置いて、軽武装ヘリコプターおよび汎用ヘリコプターが主力となっている。2005年にF-5が退役して以降、固定翼機はCOIN機および軽攻撃機のみとなり、戦闘機を保有しない期間が長かったが、国防改革プログラムの一環として、韓国製のFA-50軽戦闘爆撃機12機の導入が決定された。2015年11月より配備が開始されている。また2015年からはEADS CASA C-295輸送機の受領も開始された。
中国の海洋戦略による反動もあり、重要な防衛の要衝である第一列島線に位置するフィリピンでは、在比米軍も呼び戻した上で、急速な軍拡を続ける中国人民解放軍に対抗するため、自国の軍備も急速に近代化をはかるとしている。同時に日本から艦艇などの供与も求めているが、自国の安全を守る努力はまず自国軍からという大原則もあり、輸送能力・兵站能力強化の必要性が国際的な専門家から指摘されている。関係者によると、インドネシア軍などのようにオーストラリアからC-130型輸送機の中古供与を模索する動きもあるという。

## 沿岸警備隊
フィリピン沿岸警備隊は平時にはフィリピン運輸通信省の機関であり、武装して沿岸警備などを行う法執行機関。戦時にはフィリピン国防省の付属機関になる。
従来はフィリピン沿岸警備隊法（1967年）に基づきフィリピン海軍の隷下にあったが、1998年4月15日に大統領令により海軍から分離され、海上保安機関として独立した。これにより軍事目的への転用を厳しく制限されている日本などからのODA援助が可能となった。PCGが正式にフィリピン運輸逓信省の組織になったのは、フィリピン共和国法第9993号（フィリピン沿岸警備隊法2009年）による（成立：2010年2月12日）。

### 概要
PCGは、日本の海上保安庁をモデルとしており、 海上における安全確保、すなわち人命・財産保護のため、海上捜索救助、航行安全管理、海上法執行、海洋環境保全等の業務を担っている。
PCGの予算は約2億7480万ドル（2021年度）で、約20000名の隊員と、日本が供与した巡視船97m型2隻やフランスが供与した83m型1隻を主力とする約62隻の船艇、5機の航空機（ヘリコプター、輸送機など）等を有する。
移管されたPCG隊員の殆どは海軍の出身者で、日本からのODA援助に含まれる技術協力として派遣された海上保安官やJICAメンバーなどが、10年以上にわたり法執行機関の隊員としての育成に携わった。

### 日本との関係
PCG自体、日本の海上保安庁をモデルとしているほか、海難救助のため「海猿」をモデルとする潜水士グループや特別警備隊・銃器対策部隊をモデルとする約200名の特殊作戦グループが編成されているなど日本との結びつきが強い。
近年、日本政府では、自国の地政学上のシーレーン防衛の観点から、通信システムや巡視船の供与などの援助を実施している。
2013年12月、日本政府の有償資金協力（ODA）「フィリピン沿岸警備隊海上安全対応能力強化事業」（フェーズ１）を対象として、国際協力機構（JICA）はフィリピン共和国政府と187億3,200万円を限度とする円借款貸付契約に調印。 フィリピン共和国運輸通信省が発注者となり フィリピン沿岸警備隊が使用する 40m 級多目的船 10 隻の建造および特別予備品の供与を2015年5月にジャパン マリンユナイテッドが丸紅協力により受注。2016年-18年に10隻が引き渡された。これはびざん型巡視船 (2代)をベースとしている。
2016年10月、日本とフィリピンの間で「フィリピン沿岸警備隊海上安全対応能力強化事業」（フェーズ２）を対象とした円借款契約が締結。2020年2月3日、フィリピン運輸省が発注者となりテレサ・マグバヌア型巡視船の建造を三菱重工業が受注。2022年、テレサ・マグバヌア型巡視船2隻が引き渡された。これはくにがみ型巡視船をベースとしており、同沿岸警備隊で最大の艦艇となる。
フィリピンは、中国と南シナ海のスプラトリー諸島（タガログ語名カラヤーン群島）の領有権・海域を巡る係争を抱えているうえ、2016年には中国船がルソン島東沖合の浅い海域「ベンハム隆起」をフィリピン政府に無断で探査した。このためフィリピン沿岸警備隊は2017年5月、日本から供与された巡視船をベンハム隆起海域に派遣した。
一方、現状運用中の大型巡視船は計3隻しかなく、多数の大型艦船を展開する中国海警局に圧倒されている沿岸警備隊はテレサ・マグバヌア型巡視船5隻の追加供与を要望している。2023年10月19日、沿岸警備隊のガバン長官は、日本から大型巡視船5隻の追加供与を受ける見通しになったと明らかにした。 追加供与が年内に日比間で正式合意に至らず「準備期間が長くかかる可能性がある」としたものの、手続きが進行中としている。